# Joan Mena Arca
Joan Miquel Mena Arca (Sabadell, 24 de octubre de 1975) es un político español, militante de Esquerra Unida Catalunya, diputado en el Parlamento de Cataluña en la X Legislatura y en el Congreso en la XI, XII, XIII y XIV legislaturas. Durante la XIV legislatura presidió la Comisión de Ciencia del Congreso de los Diputados.

## Actividad profesional
Está licenciado en filología hispánica (especialidad en sociolingüística) por la Universidad Autónoma de Barcelona y actualmente es profesor interino de lengua castellana y literatura en el Instituto Ferran Casablancas de Sabadell.
Fue presidente de la Asociación de Vecinos de Torre-Romeu, barrio donde nació, entre los años 2004 y 2007, y miembro de la Federación de Asociaciones de Vecinos de Sabadell. Durante estos años, la Asociación inició la campaña para reclamar la llegada del ferrocarril en el barrio, junto con la entidad Sabadell Cruïlla, y reivindicó la construcción de un equipamiento deportivo en el barrio.

## Actividad política
Formó parte del partido político Esquerra Unida i Alternativa desde su fundación, en 1998, donde militó en la Asamblea Local de Sabadell desde la constitución de la misma, hasta el a 2019. Fue militante del Partido de los Comunistas de Cataluña y miembro fundacional de Comunistes de Catalunya.
Mena formaba parte del Consejo Nacional de EUiA, del Consejo Político Federal de Izquierda Unida y es miembro del grupo de trabajo de Educación del Partido de la Izquierda Europea. En este Grupo de Trabajo Europeo ha realizado estudios comparativos entre los sistemas educativos de los diferentes países de la Unión Europea. En EUiA, Mena fue responsable del Sector de Educación, hasta que fue elegido diputado en el Parlamento de Cataluña.
Fue elegido concejal en el Ayuntamiento de Sabadell por la coalición ICV el 27 de mayo de 2007, junto con los también concejales Carmen García Suárez, José María Matencio y María del Sol Martínez. La próxima legislatura, 2011-2015, Joan Mena volvió a ser reelegido concejal en el Ayuntamiento de Sabadell por la coalición ICV, junto con los también concejales  Carme García, Carlés Marlés y María del Sol Martínez. La denuncia del grupo municipal de la coalición ICV-EUiA en el Ayuntamiento de Sabadell destapó el Caso Mercurio, un caso de corrupción política en torno al PSC y la figura del exalcalde de Sabadell, Manuel Bustos.
En las Elecciones al Parlamento de Cataluña de 2012, Joan Mena fue elegido diputado al Parlamento de Cataluña por la coalición ICV-EUiA, como cabeza de lista de la formación EUiA en sustitución del anterior diputado Jordi Miralles. Mena es portavoz adjunto del Grupo Parlamentario de ICV-EUiA, participó, junto con Joan Herrera, de las conversaciones y cumbres del Derecho a decidir de Cataluña que acordaron la celebración del 9N. Además, sigue los temas de Educación, Comercio y Empresa y Empleo, y ha participado como ponente a las leyes de horarios comerciales, de seguridad industrial y de la transparencia.
El 21 de julio de 2015 anunció que no se presentaría a las próximas elecciones al Parlamento.De cara a las elecciones generales españolas de 2015, fue propuesto como candidato de la lista de la circunscripción de Barcelona de la confluencia de izquierdas En Común Podemos, y fue elegido diputado para la XI Legislatura, cargo que renovó en las siguientes elecciones para la XII Legislatura.
Tras conocer que miembros de EUiA habían puesto en marcha un proyecto político denominado Sobiranistes, que concurriría a las Elecciones generales de España de abril de 2019 en coalición con Esquerra Republicana de Catalunya bajo la denominación de Esquerra Republicana de Catalunya-Sobiranistes, Joan Mena pasó junto a gran parte de los militantes de EUiA a la nueva Esquerra Unida Catalunya.
El 22 de noviembre de 2019, Joan Mena fue uno de los 200 militantes de Comunistes de Catalunya que abandonaron el partido por su acercamiento a ERC.